# Rhinothelepus lobatus
Rhinothelepus lobatus är en ringmaskart som beskrevs av Anne D. Hutchings 1974. Rhinothelepus lobatus ingår i släktet Rhinothelepus och familjen Terebellidae. Inga underarter finns listade i Catalogue of Life.